# Gauntlet Ridge
Gauntlet Ridge är en bergstopp i Antarktis. Den ligger i Östantarktis. Nya Zeeland gör anspråk på området. Toppen på Gauntlet Ridge är 144 meter över havet.
Terrängen runt Gauntlet Ridge är kuperad åt nordost, men åt sydväst är den platt.  Trakten är obefolkad. Det finns inga samhällen i närheten.